# Pesca alla bolognese
La pesca alla bolognese si effettua con delle canne telescopiche ad anelli dotate di mulinello, facendo fare una passata al galleggiante solitamente su di una linea di pesca superiore ai 10 m sino a un massimo di 40 m da riva. È possibile utilizzare questa tecnica anche per la pesca in mare.
L'origine di questo tipo di pesca è storicamente attribuita alla provincia di Bologna.

## La canna bolognese
Le prime bolognesi, come suggerito dallo scrittore e giornalista alieutico Mario Albertarelli nella sua monumentale Enciclopedia pratica del pescatore, erano sostanzialmente canne fisse con applicato un mulinello. La presenza del mulinello e quindi la possibilità di lanciare conferiscono alla bolognese una maggiore varietà di tecniche applicabili, permettendo almeno nella fase iniziale di pesca, quando il pesce non è ancora entrato in pastura, di esplorare tutto lo specchio d'acqua, per trovare la giusta distanza e profondità.
La lunghezza ottimale della canna bolognese è tra i 4 e gli 8 metri. Le canne più robuste, di lunghezza 3,90-4,50 m, si presentano più adatte a lanciare galleggianti piombati (per la presenza del pasturatore).

## Il pasturatore
Sulla canna bolognese si può utilizzare un piccolo pasturatore, del peso di 5-10 g, come quello tipico per bigattini, privo però della sua zavorra, che viene sostituita inserendovi una torpilla (un piombo a forma di goccia, la cui parte più voluminosa deve essere collocata verso l'amo) il cui peso dovrà essere di 2 grammi inferiore alla portata del galleggiante, in modo tale da tener conto del peso dovuto al pasturatore riempito di pastura o bigattini.
La pesca a Bolognese col pasturatore non è tuttavia considerata una "vera" pesca a Bolognese, ma una contaminazione della stessa. Infatti la pesca a Bolognese nasce con la passata in corrente e la fionda dei bigatti in mano con pasturazione esclusivamente da riva.

## Le prede
Muggini, salpe, boghe e aguglie. Più raramente: saraghi, spigole e orate.
In acque dolci le prede più comuni sono carpe, amur, pesci gatto, tinche, anguille, barbi, cavedani, persici, alborelle, ecc.